# 李嗣业
李嗣業（？—759年），字嗣业，京兆郡高陵县（今陕西省西安市高陵区）人，唐代将军，怛罗斯战役中，高仙芝的副将。李嗣業身高超過2米，臂力過人，善用陌刀，每逢出戰，必身先士卒，所向披靡。歷史上有「當嗣業刀者，人馬俱碎」的說法。

## 生平
天寶七載（748年），李嗣業隨高仙芝征小勃律，嗣業奇襲吐蕃軍，讓吐蕃十萬大軍僅剩十之八、九 ，最後還擄獲勃律王與吐蕃公主 ，因功升为右威卫将军。從此拂林、大食等七十二個西域國家歸順於唐朝，都是嗣業的功勞 。天寶十載（751年），他又參與討平石國之戰，被敵人稱為「神通大將」。
在討平石國之戰時，戰情一度告急，嗣業向高仙芝表示，如果全軍覆沒，他們兩個都會被敵人擄走；但如果守住白石嶺，還能有一條退路。仙芝認為應該要力戰到底，但嗣業繼續勸他，終於讓仙芝先退，自己守白石嶺。但是一路上道路狹隘，行軍不易，嗣業竟自己持大棒子擊殺追來的敵人，被打死的人馬有十幾百，於是敵人被他嚇跑，仙芝也才得以回國。但实际上李嗣业是为夺路而逃打杀友军，当时别将段秀实责备他说：“惮敌而奔，非勇也；免己陷众，非仁也。”後來仙芝上朝表彰嗣業的功勞，嗣業被封為左金吾大將軍（一說右金吾大將軍），並讓他任疏勒鎮使 。
當時城邊有一角，怎麼蓋都蓋不成，嗣業祈禱後，竟然看見一條白龍，於是就在那裡立廟祭拜。東漢時耿恭的故井早已乾涸，嗣業也對之祈禱，泉水竟然湧出。起初要征討勃律時，在路上有一大石擋住去路，嗣業不停用腳去踢，竟然就一踢踢到深谷底去，見者都說這是上天被他至誠所感動了。
753年，加封他驃騎大將軍的頭銜。玄宗賜他飲酒，結果嗣業喝醉了，在御前跳起舞來，讓玄宗很高興，便賜他綵緞百匹、金皿五十件、錢十萬，說：「這是給你解酒用的。」
安祿山造反，肅宗要追擊他，便詔見嗣業。嗣業與其他將領割臂發誓，不傷害經過的任何一個郡縣。見到肅宗後，肅宗命他與郭子儀、僕固懷恩一同討伐敵軍。757年，嗣業與廣平王攻長安，在香積寺之戰中，敵軍李歸仁率騎兵隊相戰，使王軍大亂，嗣業便袒露上身，持長刀（陌刀）迎戰，斬殺數十人，之後率兩千「陌刀軍」迎戰 ，竟然斬得六萬顆首級，敵軍因此逃跑，長安遂收復 。因為這個功勞，他被封為虢國公，封戶兩百，兼懷州刺史、北庭行營節度使。
他與郭子儀圍相州，眾人都沒有建下功勞，只有嗣業奮力與敵軍相戰，是軍中之首。但是最後他竟被流矢射中，只好在帳中休養。過了幾天，原本瘡傷已經快好了，突然聽見帳外擊戰鼓的聲音，知道外面已與敵兵交戰，因而大叫起來，傷口竟然裂開，血流數升後死去。死後諡號忠勇，贈武威郡王。
其子李佐國，襲封他的爵位，後來任丹王府長史，死後因為其父的功績，追贈宋州刺史。
1. ↑  《資治通鑑·卷二一五·唐紀三十六》吐蕃以女妻小勃律王，及其旁二十餘國，皆附吐蕃，貢獻不入，前後節度使討之，皆不能克。制以仙芝為行營節度使，將萬騎討之。自安西行百餘日，乃至特勒滿川，分軍為三道，期以七月十三日會吐蕃連雲堡下。有兵近萬人，不意唐兵猝至，大驚，依山拒戰，礮櫑如雨。仙芝以郎將高陵李嗣業為陌刀將，令之曰：「不及日中，決須破虜！」嗣業執一旗，引陌刀緣險先登力戰，自辰至巳，大破之，斬首五千級，捕虜千餘人，餘皆逃潰。中使邊令誠以入虜境已深，懼不敢進；仙芝乃使令誠以羸弱三千守其城，復進。
2. ↑  《舊唐書·卷一百〇九·李嗣業》天寶七載，安西都知兵馬使高仙芝奉詔總軍，專征勃律，選嗣業與郎將田珍為左右陌刀將。於時吐蕃聚十萬眾於娑勒城，據山因水，塹斷崖谷，編木為城。仙芝夜引軍渡信圖河，奄至城下。仙芝謂嗣業與田珍曰：「不午時須破此賊。」嗣業引步軍持長刀上，山頭拋櫑蔽空而下，嗣業獨引一旗於絕險處先登，諸將因之齊上。賊不虞漢軍暴至，遂大潰，填溪谷，投水溺死，僅十八九。遂長驅至勃律城擒勃律王、吐蕃公主，斬藤橋，以兵三千人戍。於是拂林、大食諸胡七十二國皆歸國家，款塞朝獻，嗣業之功也。由此拜右威衛將軍
3. ↑  《舊唐書·卷一百〇九·李嗣業》十載，又從平石國，及破九國胡並背叛突騎施，以跳蕩加特進，兼本官。
4. ↑  《舊唐書·卷一百〇九·李嗣業》初，仙芝紿石國王約為和好，乃將兵襲破之，殺其老弱，虜其丁壯，取金寶瑟瑟駝馬等，國人號哭，因掠石國王東，獻之於闕下。其子逃難奔走，告於諸胡國。群胡忿之，與大食連謀，將欲攻四鎮。仙芝懼，領兵二萬深入胡地，與大食戰，仙芝大敗。會夜，兩軍解，仙芝眾為大食所殺，存者不過數千。事窘，嗣業白仙芝曰：「將軍深入胡地，後絕救兵。今大食戰勝，諸胡知，必乘勝而並力事漢。若全軍沒，嗣業與將軍俱為賊所虜，則何人歸報主？不如馳守白石嶺，早圖奔逸之計。」仙芝曰：「爾，戰將也。吾欲收合余燼，明日復戰，期一勝耳。」嗣業曰：「愚者千慮，或有一得，勢危若此，不可膠柱。」固請行，乃從之。路隘，人馬魚貫而奔。會跋汗那兵眾先奔，人及駝馬塞路，不克過。嗣業持大棒前驅擊之，人馬應手俱斃。胡等遁，路開，仙芝獲免。仙芝表其功，加驃騎左金吾大將軍。
5. ↑  《舊唐書》載：「嗣業乃脫衣徒搏，執長刀立於陣前大呼，當嗣業刀者人馬俱碎，殺十數人陣容方駐，前軍之士盡執長刀而出，如牆而進。」
6. ↑  《資治通鑑·唐纪三十六》庚子，诸军俱发；壬寅，至长安城西，陈于香积寺北澧水之东。李嗣业为前军，郭子仪为中军，王思礼为后军。贼众十万陈于其北，李归仁出挑战，官军逐之，逼于其陈。贼军齐进，官军却，为贼所乘，军中惊乱，贼争趣辎重。李嗣业曰：“今日不以身饵贼，军无孑遗矣。”乃肉袒，执长刀，立于阵前，大呼奋击，当其刀者，人马俱碎，杀数十人，阵乃稍定。于是嗣业帅前军各执长刀，如墙而进，身先士卒，所向摧靡。都知兵马使王难得救其裨将，贼射之中眉，皮垂鄣目。难得自拔箭，掣去其皮，血流被面，前战不已。贼伏精骑于阵东，欲袭官军之后，侦者知之，朔方左厢兵马使仆固怀恩引回纥就击之，翦灭殆尽，贼由是气索。李嗣业又与回纥出贼阵后，与大军交击，自午及酉，斩首六万级，填沟堑死者甚众，贼遂大溃。馀众走入城，迨夜，嚣声不止。